# Oberdorf (Soleura)
Oberdorf é uma comuna da Suíça, situada no distrito de Lebern, no cantão de Soleura. Tem 11,9 km² de área e sua população em 2018 foi estimada em 1.723 habitantes.